# Susuacanga patruelis
Susuacanga patruelis är en skalbaggsart som först beskrevs av Bates 1884.  Susuacanga patruelis ingår i släktet Susuacanga och familjen långhorningar. Inga underarter finns listade i Catalogue of Life.